# Aliakbar Jusefi
Aliakbar Jusefi (pers. ‏علی‌اکبر یوسفی‎; ur. 2000) – irański zapaśnik walczący w stylu klasycznym. Złoty medalista mistrzostw świata w 2021. 
Mistrz Azji w 2021. Pierwszy w Pucharze Świata w 2022. Triumfator igrzysk solidarności islamskiej w 2021. Złoty medalista mistrzostw świata wojskowych w 2023. 
Mistrz świata U-23 w 2019; trzeci w 2018 i 2022. Drugi na mistrzostwach Azji U-23 w 2019. Mistrz świata i Azji juniorów w 2019 roku.